# Bahnstrecke Lamothe–Arcachon
| Bahnhof Arcachon 2012 |                      |                                    |                                    |
| Streckennetz rund um Bordeaux |                      |                                    |                                    |
| Streckennummer (SNCF): | 657 000              |                                    |                                    |
| Kursbuchstrecke (SNCF): | 32                   |                                    |                                    |
| Streckenlänge: | 15,7 km              |                                    |                                    |
| Spurweite: | 1435 mm (Normalspur) |                                    |                                    |
| Stromsystem: | 1,5 kV =             |                                    |                                    |
| Maximale Neigung: | 5 ‰                  |                                    |                                    |
| Streckengeschwindigkeit: | 100 km/h             |                                    |                                    |
| Zweigleisigkeit: | ja                   |                                    |                                    |
| |                      |                                    |                                    |
| \| \| \| Bahnstrecke Bordeaux–Irun \| nach Bordeaux \| \| \| 42,3 \| Lamothe (Keilbahnhof) \| Lamothe (Keilbahnhof) \| \| \| 42,3 \| Bahnstrecke Bordeaux–Irun \| nach Dax und Irun \| \| \| 44,9 \| Le Teich \| 7 m \| \| \| 48,8 \| Gujan-Mestras \| 4 m \| \| \| 52,2 \| Gleisanlieger \| Gleisanlieger \| \| \| 52,5 \| La Hume \| 5 m \| \| \| 54,7 \| Bahnstrecke La Teste–Cazaux-le-Lac \| Bahnstrecke La Teste–Cazaux-le-Lac \| \| \| 54,7 \| La Teste-de-Buch \| 4 m \| \| \| 58,0 \| Arcachon \| 8 m \| |                      |                                    |                                    |
| Strecke |                      | Bahnstrecke Bordeaux–Irun          | nach Bordeaux                      |
| ehemaliger Bahnhof | 42,3                 | Lamothe (Keilbahnhof)              | Lamothe (Keilbahnhof)              |
| Abzweig geradeaus und nach links | 42,3                 | Bahnstrecke Bordeaux–Irun          | nach Dax und Irun                  |
| Bahnhof | 44,9                 | Le Teich                           | 7 m                                |
| Bahnhof | 48,8                 | Gujan-Mestras                      | 4 m                                |
| Abzweig geradeaus und ehemals nach links | 52,2                 | Gleisanlieger                      | Gleisanlieger                      |
| Bahnhof | 52,5                 | La Hume                            | 5 m                                |
| Abzweig geradeaus und ehemals von links | 54,7                 | Bahnstrecke La Teste–Cazaux-le-Lac | Bahnstrecke La Teste–Cazaux-le-Lac |
| Bahnhof | 54,7                 | La Teste-de-Buch                   | 4 m                                |
| Kopfbahnhof Streckenende | 58,0                 | Arcachon                           | 8 m                                |

Die Bahnstrecke Lamothe–Arcachon ist eine der ältesten heute noch betriebenen Bahnstrecken in Aquitanien im Südwesten Frankreichs.
Die Bahnstrecke ist zweigleisig und elektrifiziert. Sie zweigt bei Kilometer 42,3 von der Bahnstrecke Bordeaux–Irun an der Stelle ab, wo sie sich nach Süden wendet, nachdem sie von Bordeaux aus zunächst in westsüdwestliche Richtung geführt hat. Die Gleisführung ist eben und verläuft weiterhin in leichten Bögen in vorwiegend westliche Richtung bis unmittelbar an die Küste des Bassin d’Arcachon.

## Geschichte
Im Jahre 1835 ersuchte der Notar Louis Godinet aus Bordeaux um die Konzession für den Bau einer Eisenbahn zwischen Bordeaux und La Teste. Zu dieser Zeit war das Reisen zwischen den beiden Städten noch sehr beschwerlich: Postkutschen, die um 16:00 Uhr Bordeaux verließen, kamen erst am nächsten Morgen in der Hafenstadt an und wurden zudem häufig von Plünderern überfallen. Der Gesetzentwurf über den Bau der Strecke wurde am 3. Juni 1837 im Parlament eingebracht. Fortuné de Vergez, ein Ingenieur aus Paris, gewann die Ausschreibung und indossierte das nötige Kapital bei den Banken der Gebrüder Rothschild. In einer besonderen Klausel des Gesetzes vom 13. Juni 1841 wurde dem Staat das Recht auf ein nahezu vollständiges Rückkaufrecht eingeräumt.
Gegenüber den ersten Planungen wurden bei der 1839 festgelegten Streckenführung viele Verbesserungen implementiert. Der neue Bahnhof von Bordeaux wurde im Schlosspark des Schlosses von Segur (Château de Ségur) erbaut. Er hieß zunächst Bordeaux-Ségur und war noch als Kopfbahnhof konzipiert, hatte aber mit vier Bahnsteiggleisen bereits die Größe, die für das Personenaufkommen der Strecke an die spanische Grenze ausreichte.
Der erste Zug der neugegründeten Compagnie du chemin de fer de Bordeaux à La Teste verließ Bordeaux-Ségur am 7. Mai 1841 um 11:15 und erreichte La Teste bis 13:00 Uhr. Die Euphorie der Anfangstage hielt nicht lange. Die einbrechende Zahl von Reisenden und entsprechender Umsatzrückgang erlaubte der Gesellschaft nicht mehr, die Zahlungen an ihre Mitarbeiter auszuführen. Nach mehreren gescheiterten Versuchen, das Unternehmen zu retten, wurde es unter Zwangsverwaltung gestellt. Infolge dieses ersten französischen Konkurses einer Bahngesellschaft übernahm 1857 die Compagnie du Midi den Bahnbetrieb und verlängerte die Strecke am 25. Juli 1857 bis Arcachon.
Nachdem die Strecke zur spanischen Grenze bei Irun von Bordeaux zunächst bis La Teste-de-Buch geführt worden war, legte man ab Lamothe die Gleise in südliche Richtung weiter. 1853 erreichte man Dax. Von Anfang an wurden die Züge von Bordeaux aus bedient, so, wie es auch heute noch der Fall ist. Der Trennungsbahnhof Lamothe, Ortsteil von Le Teich, ist seit den 1980er Jahren kein Halt mehr. Diese Bahnstrecke ist heute die einzige zweigleisige und die einzige elektrifizierte Nebenbahn im Département Gironde sowie im südlich angrenzenden Département Landes.
Die 13 km lange Stichstrecke nach Cazaux-le-Lac mit den Zwischenhalten in La Teste-Midi, Pont du Saous, Le Courneau und Cazaux-Hameau wurde 1876 eröffnet und diente nach dem Ersten Weltkrieg vornehmlich der Versorgung des dortigen Militärflugplatzes der Französischen Luftstreitkräfte, des Militärflugplatzes Cazaux. Obwohl der Personenverkehr auf der Stichstrecke schon 1934 eingestellt wurde, ist die Strecke bis heute betriebsbereit zur Versorgung des Militärflugplatzes mit Treibstoff. Bei Bedarf verkehren Güterzüge mit Tankwagen. Seit den 1950er Jahren gehört die Strecke nicht mehr der SNCF, sondern direkt dem Militär.